# 李世斌
李世斌（Lee Shih-pin ，1962年5月5日—），臺灣民主進步黨籍政治人物，畢業於輔仁大學法律系，屏東客家人。

## 簡介
李世斌是屏東縣第九屆客家籍屏東縣縣長邱連輝女婿，自2002年起擔任屏東縣議員迄今。李世斌在2008年中華民國立法委員選舉中敗給中國國民黨籍的王進士。2011年4月15日，李世斌獲民主進步黨徵召，代表民進黨參選2012年中華民國立法委員選舉對上同樣的對手、國民黨時任立委王進士，再一次決戰屏東縣第二選舉區（屏東市、麟洛、萬丹鄉），惟再度落敗。

## 選舉紀錄
| 年度 | 選舉屆數               | 選舉區           | 所屬政黨   | 得票數 | 得票率 | 當選標記 | 備註 |
| ---- | ---------------------- | ---------------- | ---------- | ------ | ------ | -------- | ---- |
| 1998 | 第十四屆屏東縣議員選舉 | 屏東縣第一選舉區 | 民主進步黨 | 2,736  | 2.94%  |          |      |
| 2002 | 第十五屆屏東縣議員選舉 | 屏東縣第一選舉區 | 民主進步黨 | 3,676  | 3.95%  |          |      |
| 2005 | 第十六屆屏東縣議員選舉 | 屏東縣第一選舉區 | 民主進步黨 | 8,321  | 7.95%  |          |      |
| 2008 | 第八屆立法委員選舉     | 屏東縣第二選舉區 | 民主進步黨 | 52,441 | 43.17% |          |      |
| 2009 | 第十七屆屏東縣議員選舉 | 屏東縣第一選舉區 | 民主進步黨 | 10,389 | 10.16% |          |      |
| 2012 | 第九屆立法委員選舉     | 屏東縣第二選舉區 | 民主進步黨 | 75,986 | 48.49% |          |      |
| 2014 | 第十八屆屏東縣議員選舉 | 屏東縣第一選舉區 | 民主進步黨 | 12,560 | 12.16% |          |      |
| 2018 | 第十九屆屏東縣議員選舉 | 屏東縣第一選舉區 | 民主進步黨 | 7,461  | 7.35%  |          |      |
| 2022 | 第二十屆屏東縣議員選舉 | 屏東縣第一選舉區 | 民主進步黨 | 6,091  | 6.48%  |          |      |

## 外部連結
- 屏東縣議會議員介紹[永久]
- 李世斌議員網路服務處 （页面存档备份，存于）
- 李世斌Facebook
- 李世斌議員部落格 （页面存档备份，存于）
- 李世斌 - Google 個人資料[永久]
- 李世斌 線上大國民[永久]
- 李世斌 Youtube （页面存档备份，存于）

| 屏東縣議會 |                                                                                         |      |
| '          | 屏東縣議會議員 第一選區（屏東市） 第十五、十六、十七、十八、十九、二十屆 2002年3月1日 - | 現任 |